# Dode d'Astarac
Pour les articles homonymes, voir Doda.
Dode d'Astarac ou Sainte Dode serait une martyre chrétienne, du Ve ou du VIe siècle.

## Biographie
Née païenne et de famille aristocrate, Dode et son frère Montin se convertissent au christianisme contre l'avis de leur père. Obligée de s'enfuir avec son frère, Dode est rattrapée sur l'actuel territoire de Sainte-Dode (Gers) au lieu-dit Orio vallo (un vallum, et non une vallée, était un camp retranché, et du temps de la règle de saint Colomban, entre 591 et 628, désignait un cloître), où elle est décapitée par des soldats. Se relevant, elle aurait marché jusqu'à la fontaine aujourd'hui dénommée Houn dou Capulet de Santo pour étancher le sang coulant de son cou. Cette fontaine est située au nord-est de l'église Sainte-Dode,.
Tout ceci n'est qu'un plagiat de la Passio de sainte Quiterie ou Quitterie d'Aire-sur-l'Adour (voir à ce nom). Il convient cependant de noter l'étrange similitude entre le mont (ou monastère ?) nommé monte Oriano où Quiterie aimait à se retirer et prier, selon ses Légendes médiévales (XIIIe-XIVe s.), et l'Orio vallo qui était le nom antique de Ste-Dode d'Astarac. Ce nom est d'ailleurs le seul élément authentique de toute cette histoire, car tiré non des traditions tardives des XIVe – XVIIe siècles mais de la charte de fondation de 1033 ou 1034 (donc antérieure à la fondation de Ste Quiterie d'Aire) signée du comte Guillaume d'Astarac et destinée à l'abbé Otton de Simorre (cf. Denys de Ste Marthe, in Gallia Christiana, I ; 1714 ; p. 168 ; Bollandistes, op. cit.) : Ego Guilelmus Astaracensis comes, praeventus et inflammatus pro meorum ac parentum remissione peccatorum, construo monasterium illam ecclesiam ubi requiescit Christi virgo Doda, quae videlicet ecclesia sita est in praedio Orio vallo antiquitus nominato.
Divers manuscrits anciens n'évoquent aucun martyre (St Orens d'Auch v.1127-1139, Ste Marie d'Auch 1175).
Dode (nom germanique, fréquent sous les Francs Mérovingiens) et son frère Montin (nom gallo-romain) sont tous deux sanctifiés. Dode a sa basilique au village éponyme (canton de Miélan, Gers) et en l'abbatiale St Cérat de Simorre ; jadis, son culte s'étendait à Auch, Berdoues, Toulouse et Aire. Montin, quant à lui, ne fut honoré d'une église à son nom qu'à Barcugnan (diocèse d'Auch), comme le prouve un Pouillé de 1265. Il n'a plus aujourd'hui qu'une dédicace à Ste-Dode. Cette légende de Dode, ses sept sœurs (dont Quiterie) et son ''frère'' Montin semble être née à la fin du XIVe siècle ; l'évêque Bernard d'Agen l'a colportée en Aragon, et de là elle a gagné l'Espagne puis le Portugal. Son auteur pourrait être l'hagiographe dominicain Gui de Lodève, qui n'en est pas à son coup d'essai, puisqu'il est connu qu'il mêlait allègrement les traditions antiques à ses propres fables. Il faut plutôt voir dans toutes ces ''sœurs'' des moniales groupées autour d'un ''frère''-abbé. Dode n'a été associée à cette ''fratrie'' que très tardivement, en l'abbaye gersoise de Berdoues en 1671 (cf. D'Aignan de Sendat, op. cit., pp. 135-141). Elle aurait son origine à ''Saint Séverin'' (St Seurin de Bordeaux ? St Sever ?), et le traducteur de 1671 en fut le prieur de Berdoues Dom Monségur. La Passio de saint Luperc d'Eauze (authentique martyr, dont le culte est confirmé par l'archéologie), que contient aussi le manuscrit de Berdoues, viendrait de Gui de Lodève, hagiographe et inquisiteur dominicain (début-XIVe s.), lequel curieusement se retrouve également à la source d'une des Légendes de sainte Quiterie.
On ne saurait parler de sainte Dode sans évoquer la sainte abbesse homonyme de St Pierre de Reims, nièce et continuatrice de l'abbesse sainte Beuve, et qui était de sang royal mérovingien. Il y a en effet dans les Légendes de sainte Quiterie des allusions à un pays nommé Aufragia ou Ausrasia qui rappelle l'Austrasie, et à un mont (ou monastère ?) colombanien, ce qui nous ramènerait à la période 591-628. Les trois manuscrits germaniques cités par les Bollandistes dans leur commentaire critique (''Acta Sanctorum maii'', éd. Palmé de 1866, t. 5 ; p. 173) parlent d'un mont colombanien et d'une église dédiée à saint Pierre où le corps des ''sœurs'' fut enseveli (atque cum ceteris secessisse in montm colombanum, ubi fuerit ecclesia S. Petro Apostolo sacra...). Or le monastère de sainte Dode de Reims, dont l'abbatiale était dédiée à saint Pierre, se trouvait en Austrasie et suivit un moment la règle de saint Colomban.